# Eubea (figlia di Asopo)
Eubea (in greco antico: Εὔβοια?, Éuboia) o Calcide (in greco antico: Χαλκίς?, Khalkís) è un personaggio della mitologia greca. È l'eponima dell'isola di Eubea.

## Genealogia
Figlia di Asopo e Metope.
Non sono noti sposi o progenie.

## Mitologia
È una ninfa naiade delle sorgenti, dei pozzi e delle fontane del paese di Calcide e fu rapita da Poseidone per essere trasformata nell'isola di Eubea.
Secondo Karl Tümpel, la leggenda di questo personaggio corrisponde ad con il trasferimento del mito Argivo di Io in Eubea e dove le nutrici di Era (tra cui Eubea), divennero note sull'isola.